# 詹姆斯·H·博伊德 (政治人物)
詹姆斯·豪列特·「吉米」·博伊德（英語：James Howlett "Jimmy" Boyd，1906年11月5日—1974年4月11日）是一名大西洋城政客和罪犯，他為腐敗的大西洋縣財務主管伊努·「努基」·強森和新澤西州參議員法蘭克·S·法利工作。

## 早年
詹姆斯·博伊德在1906年11月5日出生於美國賓夕法尼亞州的費城。

## 禁酒令時期
博伊德於1920年禁酒令生效期間在大西洋城麗思卡爾頓酒店當服務生。不久後，博伊德開始走上腐敗的大西洋城財務主管和南澤西愛爾蘭幫老大伊努·L·強森組織的指揮鏈中。博伊德和強森在強森和查理·盧西安諾正在組成七大集團的那時會面，他們便立刻喜歡彼此。強森開始培養博伊德成為他組織中的下一個老大，他後來成為強森的得力助手。他管理地下酒吧、妓院、非法賭場和彩票勾當。博伊德也是強森和未來老大法利的最高執行者。

### 個人生活
博伊德娶了Marie Elizabeth Derro。

## 法蘭克·法利
強森在1941年被判逃稅罪後，新澤西州參議員法蘭克·S·法利便控制了大西洋城的政治機器。為了在新舊政權之間建立一條「橋樑」，博伊德被任命為在大西洋城中所有業務的監督者。他還成為第四選區共和黨俱樂部（Fourth Ward Republican Club）的執行主席、Freeholders大西洋委員會助理書記和書記員，以及第四選區的老大。在法利的政權下，博伊德被稱為一個凶狠的人。

### 第二次世界大戰
博伊德在第二次世界大戰期間參軍。 從1942年至1945年，博伊德是第79步兵師的士兵。 他曾在諾曼底戰役，北法戰役，萊茵蘭戰役和中歐服役。

## 逝世
博伊德於1974年4月11日在家中因癌症去世，享年67歲。他的妻子在2006年去世之前，在大西洋海角社區學院設立了「詹姆斯·H·博伊德紀念獎學金」（James H. Boyd Memorial Scholarship），價值10,000美元。

## 流行文化
HBO電視劇《酒私風雲》首兩季（第一季和第二季）中的其中一個主要角色吉米·達摩狄，某程度上根據博伊德而創作出來的虛構化版本，由麥可·彼特飾演。他是一名第一次世界大戰老兵，有一位妻子和兒子。在劇集中，他的父親是Louis "Commodore" Kaestner（基於路易斯·「準將」·庫爾勒），而他的導師是腐敗的大西洋縣財務主管和政治老闆伊努·「努基」·湯普森（基於伊努·L·強森）。
劇集中，達摩狄的伙伴及朋友包括：查理·盧西安諾、邁爾·蘭斯基、艾爾·卡彭、強尼·托里奧、理查·哈洛和米奇·道爾（基於米奇·達菲）。